# 60183 Falcone
60183 Falcone este un asteroid din centura principală de asteroizi.

## Descriere
60183 Falcone este un asteroid din centura principală de asteroizi. A fost descoperit pe 5 noiembrie 1999 la Monte Agliale de Matteo Santangelo. Asteroidul prezintă o orbită caracterizată de o semiaxă mare de 2,90 ua, o excentricitate de 0,08 și o înclinație de 3,2° în raport cu ecliptica.